# NGC 4744
NGC 4744 este o galaxie lenticulară situată în constelația Centaurul. A fost descoperită în 8 iunie 1834 de către John Herschel. Se află la o distanță de 61,09 de megaparseci de Pământ.